# Алфабета
Алфабета (хебр. להקת אלף-בית; изворно Alphabeta) била је петочлана израелска вокална група која је заједно са Изаром Коеном победила на Песми Евровизије 1978. у Паризу са песмом A-Ba-Ni-Bi.
Групу Алфабета су чинили Лиза Голдрубин, Естер Цубери, Нехама Шутан, Реувен Ерез и Исак Окев. 